# Arthur Hastings
Arthur Hastings is een personage uit de boeken van Agatha Christie. In de televisieserie Agatha Christie's Poirot, die liep van 1989-2013, werd Hastings vertolkt door Hugh Fraser.

## Rol
Arthur Hastings deed dienst als kapitein in het leger, maar raakte gewond en keerde noodgedwongen terug naar Engeland. Aan het eind van de Eerste Wereldoorlog logeert Hastings in een huis in Styles. Hier leert hij Hercule Poirot kennen, een oud-politieman uit België die een moord oplost in het huis waar Hastings logeert (Mysterious Affair at Styles). Aan het einde van de aflevering vertrekken beide heren naar Londen waar Poirot zich gaat vestigen als privédetective en Hastings zijn assistent wordt.
In tegenstelling tot Felicity Lemon, de secretaresse van Poirot, heeft Hastings veel fantasie en droomt over vrouwen en snelle auto's. Hoewel hij verschillende aandelen op zijn naam heeft staan is hij geen succesvol belegger. 

## Huwelijk
In Moord op de golflinks verdenken Hastings en Poirot Bella Duveen. Hastings trouwt met Duveen, nadat zij van alle blaam gezuiverd is. Hij blijft dan in Frankrijk bij zijn vrouw, maar keert terug naar Londen als hij zijn ranch moet verkopen. Dit vanwege een verkeerde investering.

## Vertrek
Aan het begin van seizoen 9, gaat Hastings met zijn vrouw naar Argentinië. Bekend is dat hij later zal terugkomen in seizoen 13.